# Linkenchelys multipora
Linkenchelys multipora är en fiskart som beskrevs av Smith, 1989. Linkenchelys multipora ingår i släktet Linkenchelys och familjen Synaphobranchidae. Inga underarter finns listade i Catalogue of Life.